# Lelkiismeret-furdalás

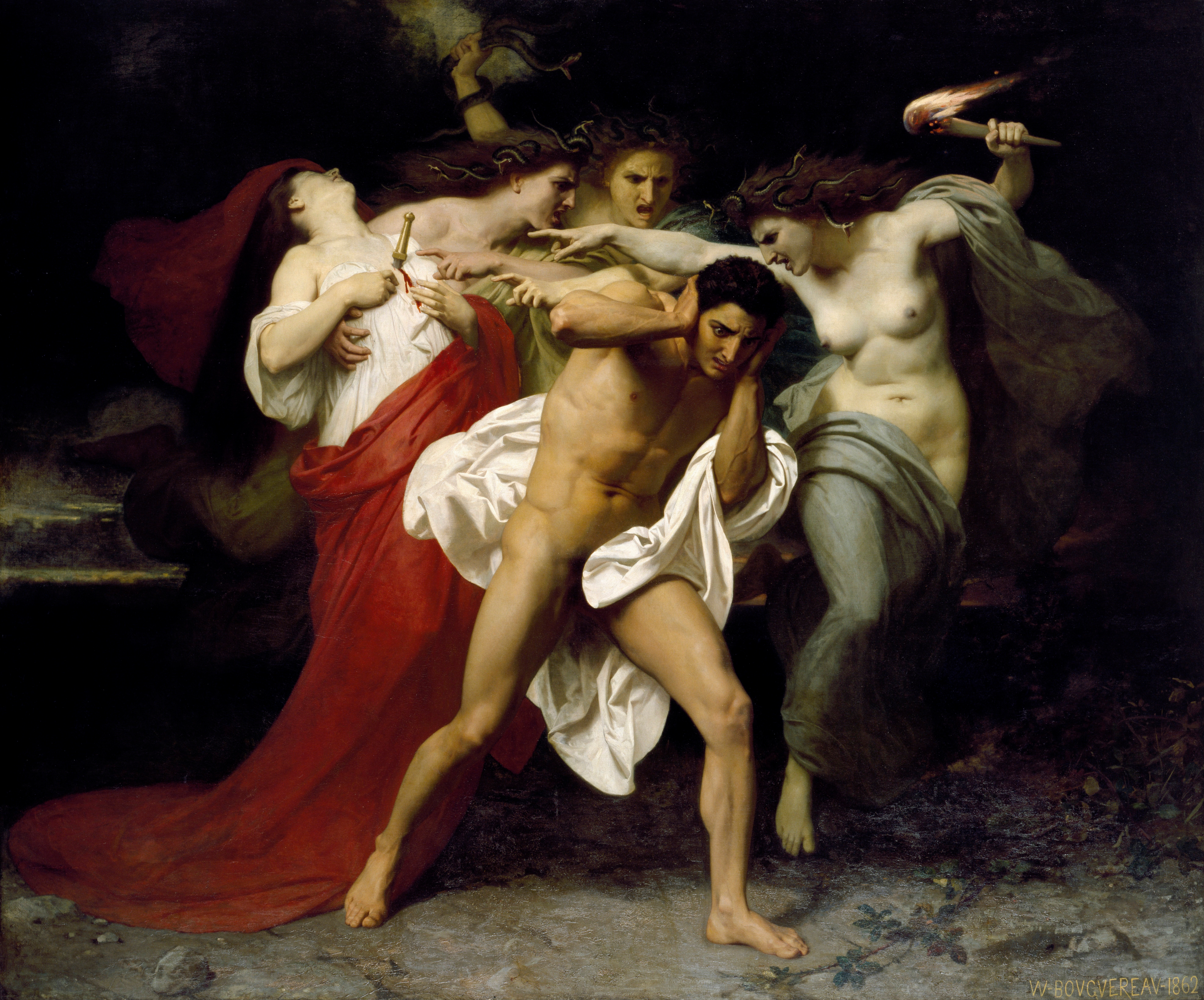
Oresztész lelkiismeret-furdalása (1862), William-Adolphe Bouguereau festménye

A lelkiismeret-furdalás olyan kellemetlen érzelem amit az a személy tapasztal, aki megbánja azokat a cselekedeteit, amiket szégyell, amik fájdalmat okoznak vagy erőszakosak. A lelkiismeret-furdalással szorosan összefügg a bűntudat és az önmaga felé érzett restellés. Amikor az egyén megbán egy korábbi cselekedetet vagy hibás reakciót, ez a lelkiismeret-furdalás eredménye is lehet amivel a döntés egyéb következményeire reagál. A cselekedet büntetése is ilyen tényező. Az emberek bocsánatot kérnek a lelkiismeret-furdalás hatására, amivel megpróbálják a sérüléseket begyógyítani, vagy adott esetben büntethetik is magukat vezeklésképpen.
A jogi környezetben figyelembe veszik a bűnös lelkiismeret-furdalását a tárgyalások alatt, ez befolyásolja a büntetés nagyságát. Viszont ez episztemológiai problémákat vet fel.
Az a személy, aki lelkiismeret-furdalásra képtelen, antiszociális személyiségzavarral diagnosztizálható. Általában azok a személyek bírnak pszichopatikus tulajdonsággal akik képtelenek a  félelem és a lelkiismeret-furdalás érzésére. Jogi és üzleti szempontból is vizsgálják a lelkiismeret-furdalás kifejezését, például a biztosítók, mivel ennek pénzügyi következményei lehetnek.

## Fordítás
- Ez a szócikk részben vagy egészben  a   Remorse című angol Wikipédia-szócikk ezen változatának fordításán alapul.  Az eredeti cikk szerkesztőit annak laptörténete sorolja fel. Ez a jelzés csupán a megfogalmazás eredetét és a szerzői jogokat jelzi, nem szolgál a cikkben szereplő információk forrásmegjelöléseként.